# Hypercube
Hypercube är en webbserver med bland annat cgi-stöd och tracker-funktionalitet skriven i C av Gottfrid Svartholm (anakata). Hypercube är till skillnad från de flesta webbservrar enkeltrådad, och skalar därför bra på servrar med bara en processor. Källkoden är fritt tillgänglig. Hypercube är den programvara som tidigare användes för att driva The Pirate Bay men ersattes[när?] med en annan programvara vid namn Opentracker.